# Armenische Legion (Wehrmacht)

Emblem der Armenischen Legion

Die Armenische Legion war eine Einheit der deutschen Wehrmacht im Zweiten Weltkrieg, der vor allem Armenier aus der Sowjetunion angehörten.
Im Zweiten Weltkrieg wurde die Armenische Legion am 4. Juli 1942 von der Wehrmacht auf dem Truppenübungsplatz Mitte bei Radom im Generalgouvernement Polen aus dem Dulag 127 (Pulawy) aufgestellt. Ihr gehörten über 33.000 Soldaten an, die in mehreren Bataillonen dienten. Hinzu kam deutsches Rahmenpersonal.
Kommandeur war der armenische General Drastamat Kanajan. Ihm war ein deutscher Führungsstab zur Seite gestellt, der dem Kommando der Ostlegionen unterstellt war.
Am 2. Juni 1943 wurde die Armenische Legion für die Aufstellung der neu aufgestellten 162. Turkmenischen Division verwendet.

## Dienstgradabzeichen
Nach OKH Instruktion 8a/3 vom 29. April 1943 würden alle in geschlossenen Formationen oder als Hilfswilliger angestellte armenische Soldaten in der Wehrmacht/Heer zusammenfassend als Armenische Legion bezeichnet. Im Mai 1943 wurden Dienstgradabzeichen zaristisch-russischer Art eingeführt, gefolgt von den in den folgenden Tabellen aufgeführten im Dezember 1943.
| 1943    | Generäle | Generäle        | Generäle     | Stabsoffiziere | Stabsoffiziere | Stabsoffiziere | Hauptleute | Leutnante    | Leutnante |
| ------- | -------- | --------------- | ------------ | -------------- | -------------- | -------------- | ---------- | ------------ | --------- |
|         |          |                 |              |                |                |                |            |              |           |
|         |          |                 |              |                |                |                |            |              |           |
|         | General  | Generalleutnant | Generalmajor | Oberst         | Oberstleutnant | Major          | Hauptmann  | Oberleutnant | Leutnant  |
| Source: |          |                 |              |                |                |                |            |              |           |

| 1943    | Unteroffiziere mit Portepee | Unteroffiziere ohne Portepee | Mannschaften | Mannschaften |
| ------- | --------------------------- | ---------------------------- | ------------ | ------------ |
|         |                             |                              |              |              |
|         |                             |                              |              |              |
|         | Feldwebel                   | Unteroffizier                | Gefreiter    | Grenadier    |
| Source: |                             |                              |              |              |